# Kurdufan

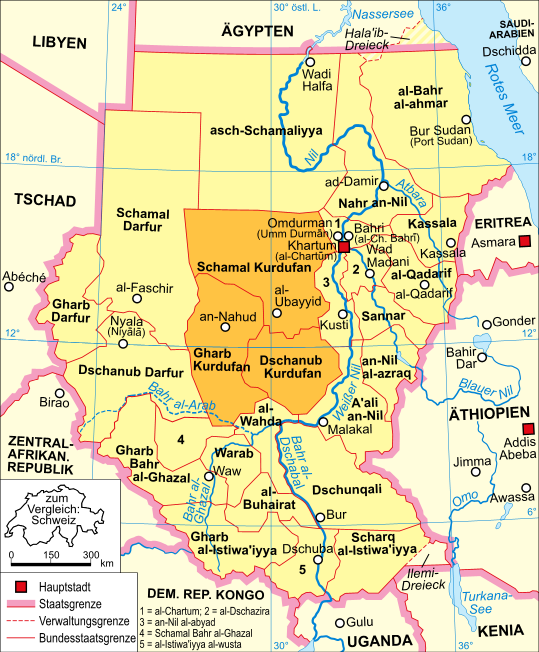
Bundesstaaten der Region Kurdufan 1994–2005

Kurdufan (auch Kordofan) ist eine Kulturlandschaft und ehemalige sudanesische Provinz. Sie umfasst das Gebiet der heutigen sudanesischen Bundesstaaten Schamal Kurdufan (Nordkordofan) und Dschanub Kurdufan (Südkordofan).

## Beschreibung
Eine einheitliche Provinz Kordofan bestand bis 1994. Danach wurde das Gebiet im Rahmen einer Gebiets- und Verwaltungsreform in die drei Bundesstaaten Schamal Kurdufan, Dschanub Kurdufan und Gharb Kurdufan (Westkordofan) geteilt. Im Zuge des Friedensvertrages zwischen der damaligen sudanesischen Zentralregierung und der südsudanesischen Rebellenorganisation SPLA wurde der Bundesstaat Gharb Kurdufan im Jahre 2005 wieder aufgelöst und zwischen den beiden verbliebenen kordofanischen Bundesstaaten aufgeteilt. Im Süden Kordofans liegen die zwischen dem Süd-Sudan und dem (Nord-)Sudan umstrittene Region Abyei und die Nuba-Berge.
Hauptort der Region ist al-Ubayyid (auch El Obeid genannt), die Region ist 380.225 km² groß und war 1983 von circa 3 Millionen Menschen bevölkert.

## Geschichte
Das Gebiet von Kurdufan war bereits in der Eisenzeit Siedlungsgebiet einer offenbar vom Niltal weitgehend unabhängigen, urbanen Kultur, vor allem im Bereich des Oberlaufs des Wadi el-Melek. Die dortigen Ruinenstädte Zankor und Abu Sufyan waren mindestens seit dem 1. Jahrhundert n. Chr. bis vermutlich ins 13. Jahrhundert besiedelt. Auch im nördlichen Kurdufan, besonders im Gebiet zwischen dem Jebel Haraza und dem Jebel al-Ain, befinden sich zahlreiche, bislang nur wenig erforschte archäologische Stätten.
Ab dem frühen 16. Jahrhundert war das Gebiet von Kurdufan zwischen den Sultanaten der Funj und Darfur umstritten.
Ab 1821 wurde Kurdufan durch Muhammad Ali Pascha, dem formal dem osmanischen Sultan unterstehenden Vizekönig Ägyptens, erobert.
1837–1839 wurde Kurdufan durch den österreichischen Afrikaforscher Ignaz Pallme eingehend erforscht.
Während des Mahdi-Aufstandes Muhammad Ahmads wurde Kurdufan erneut zum Kriegsschauplatz. Die Streitmacht der Mahdisten konnte die Provinzhauptstadt Kurdufans El Obeid nach viermonatiger Belagerung am 19. Januar 1883 einnehmen. Muhammad Ahmad errichtete in El Obeid sein Hauptquartier. Nach der Einnahme El Obeids erkannte die Regierung des Vizekönigs von Ägypten die Gefahr des Mahdi-Aufstands, und im Frühjahr 1883 wurden alle verfügbaren ägyptischen Truppen entsandt, um El Obeid zurückzuerobern. Dieses Heer, unter dem Briten Hicks Pascha, wurde am 5. November in der Schlacht von Scheikan ausgelöscht, und die Mahdisten eroberten den gesamten Sudan. Im November 1899 wurde der Nachfolger des Mahdi Abdallahi ibn Muhammad hier mit seinem Heer, in der Schlacht von Umm Diwaykarat, entscheidend geschlagen und vernichtet.

## Landschaftsimpressionen und Siedlungsplätze um 1850

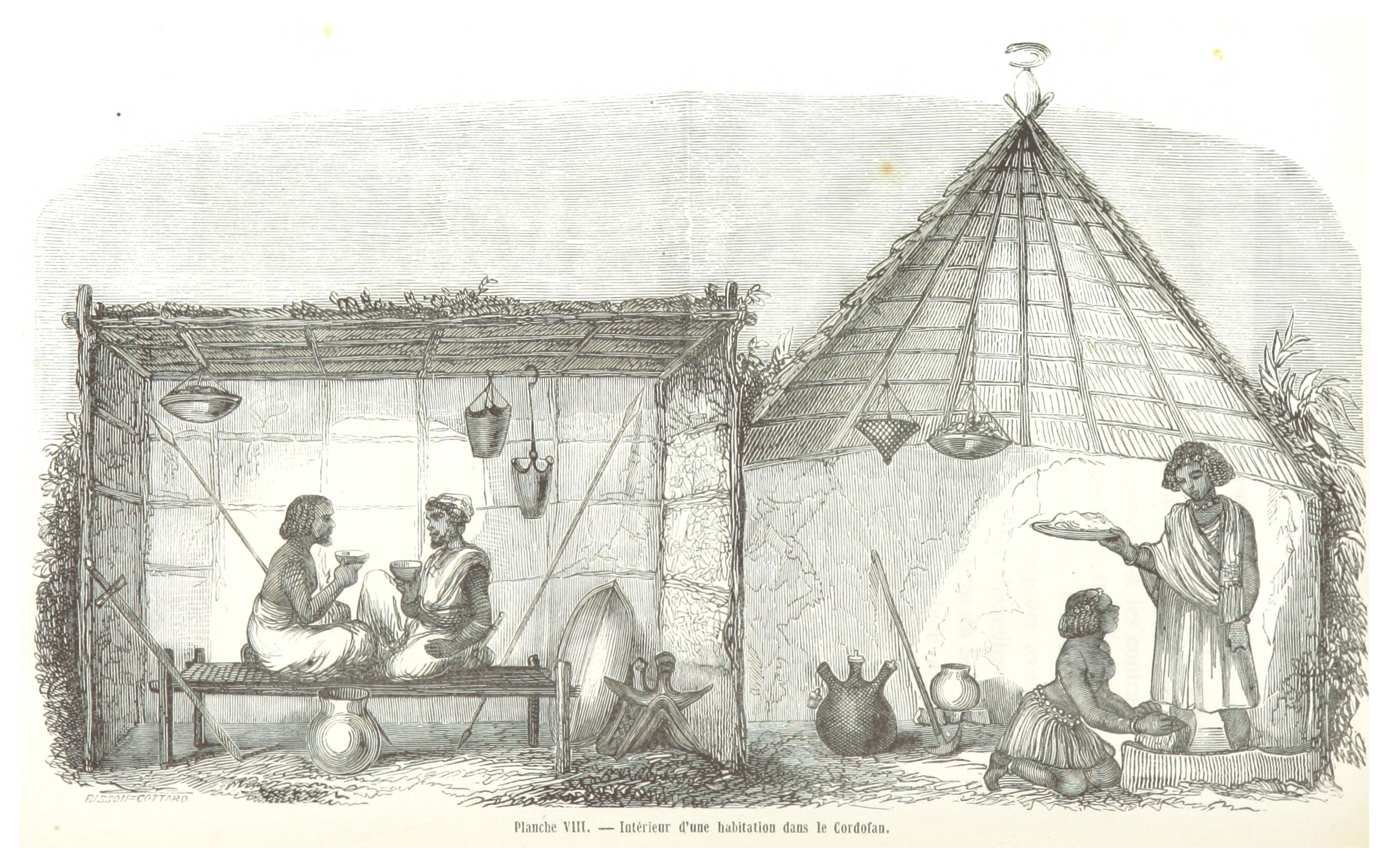
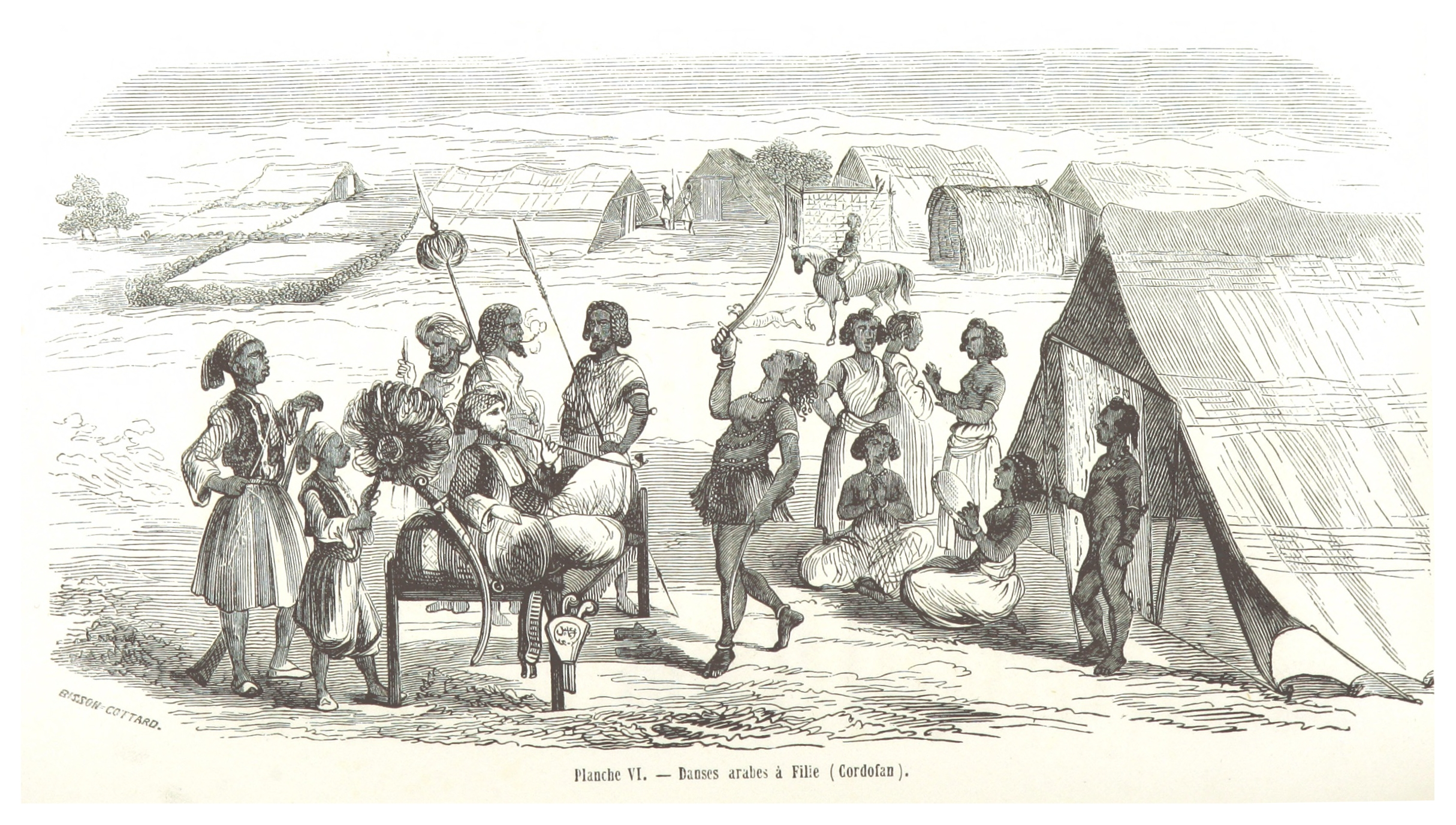
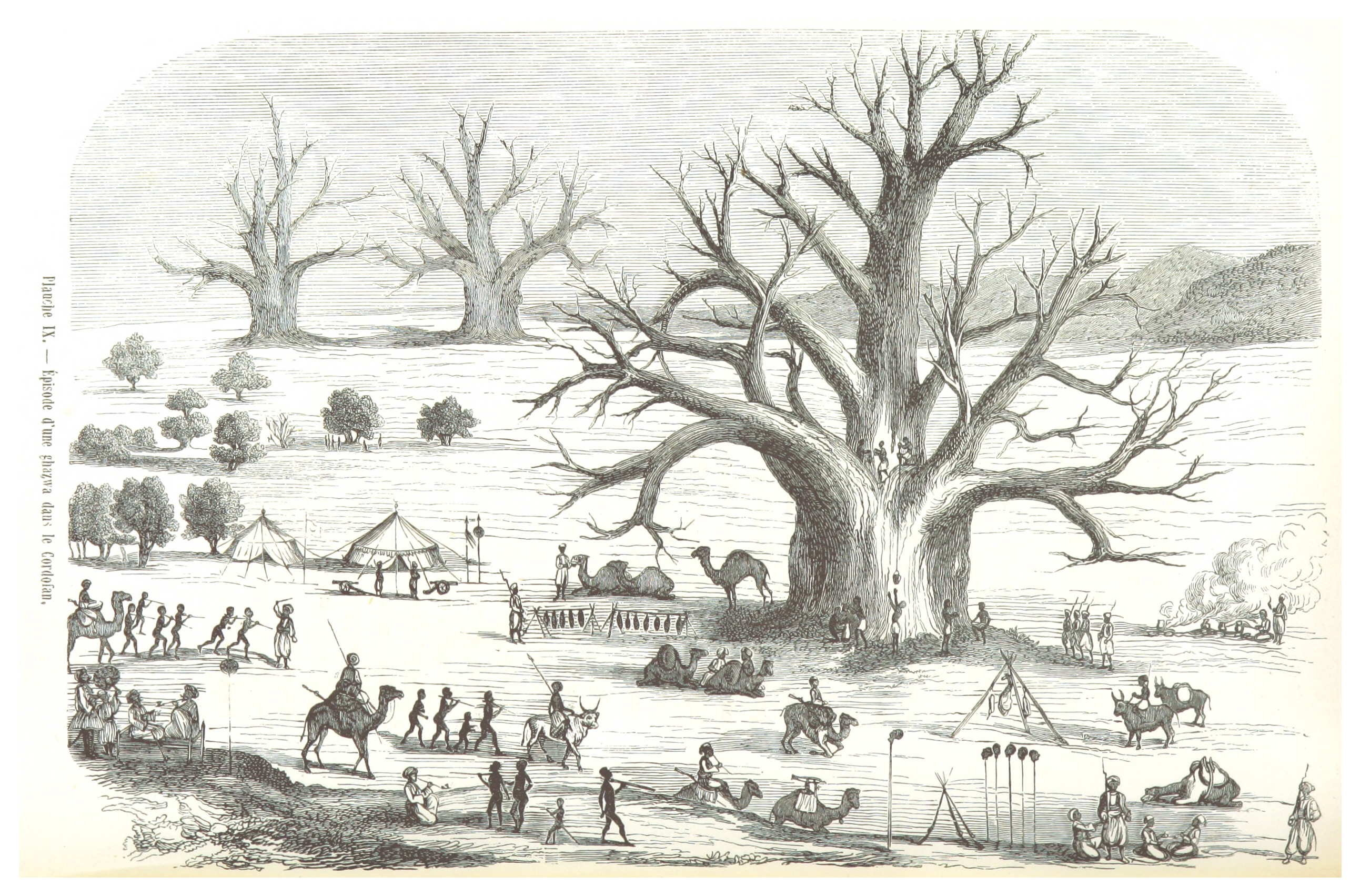
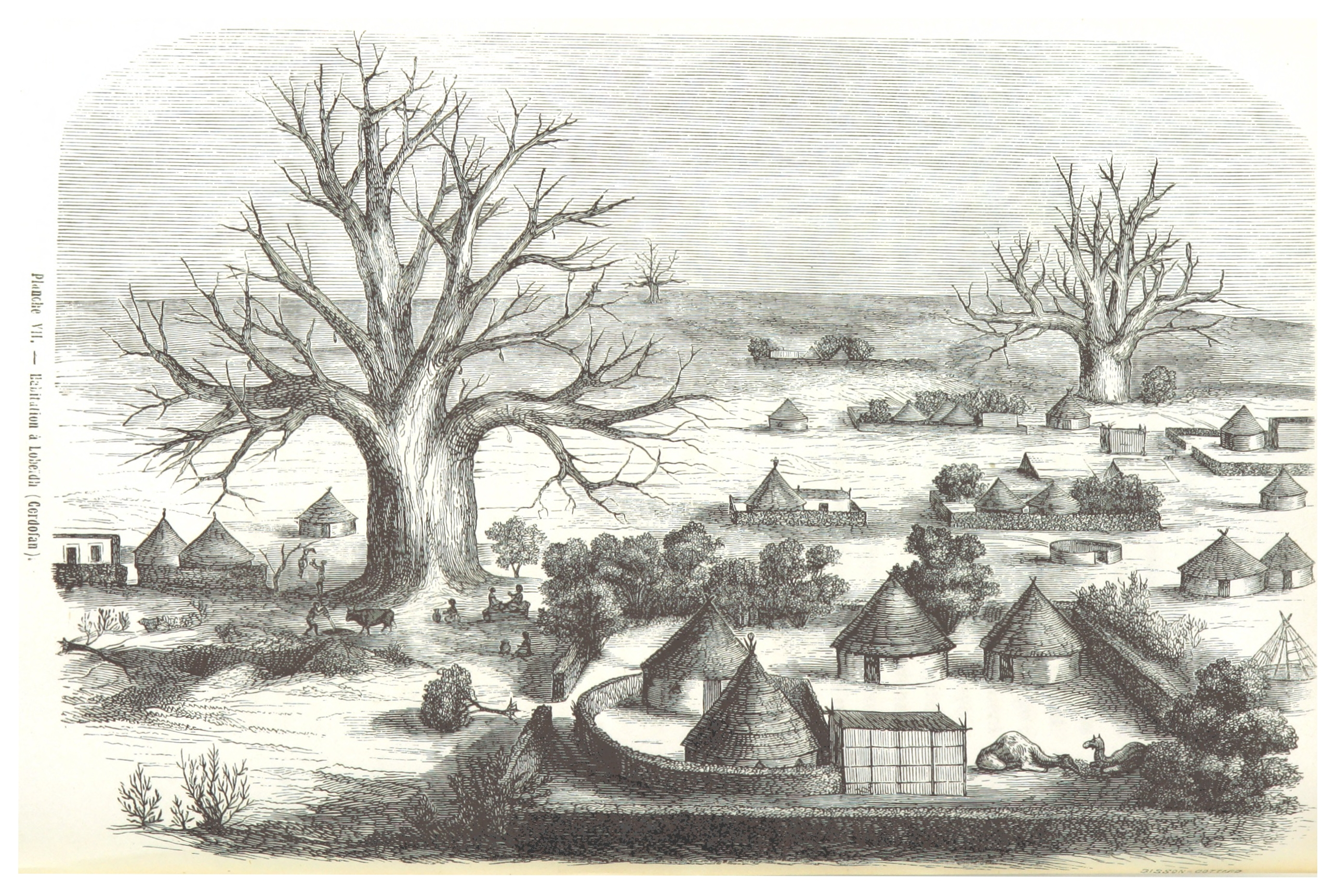
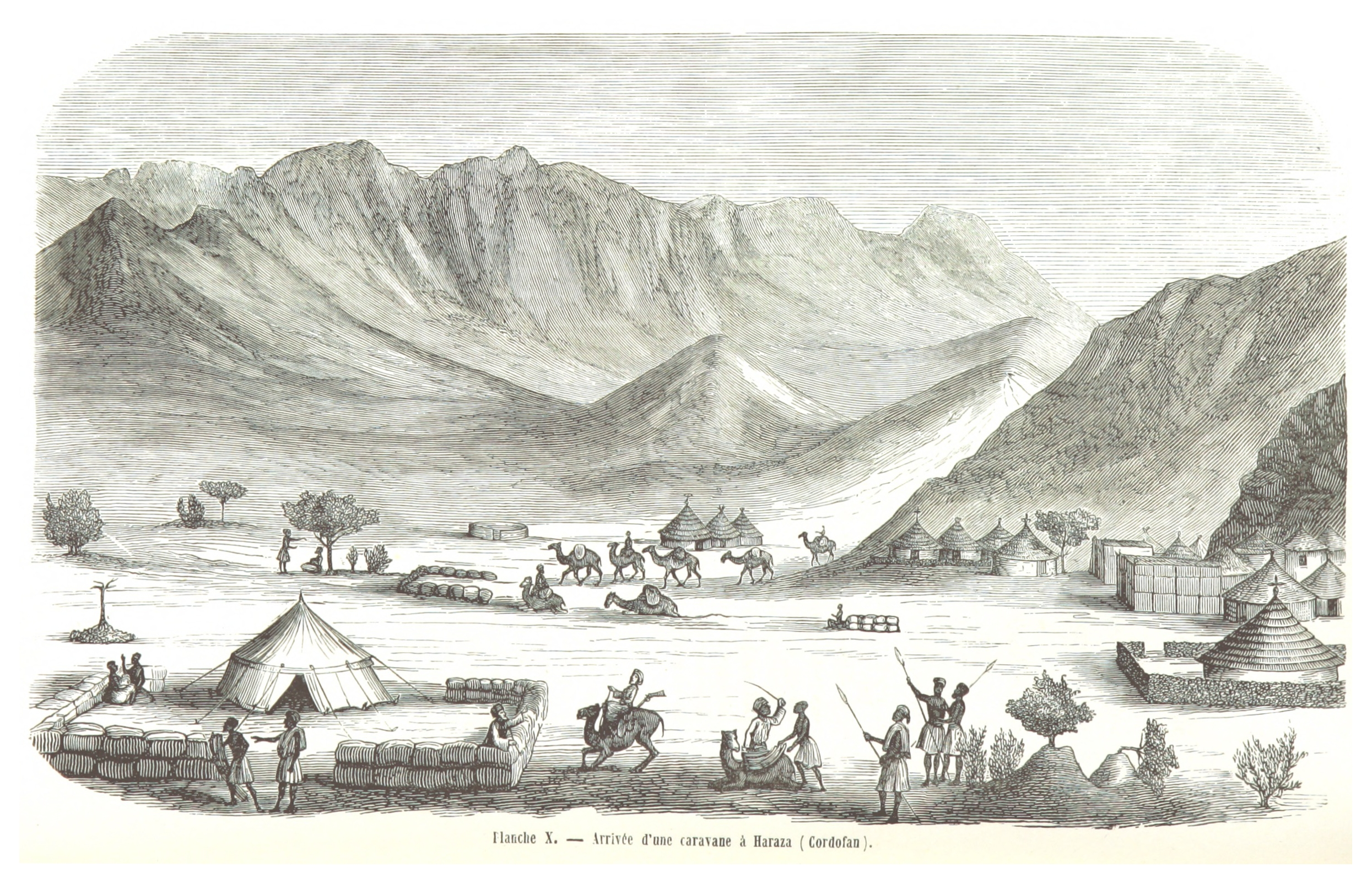